# Alphonse Bosch
Alphonse François Marie Ghislain Bosch (Waver, 8 februari 1886 - 6 augustus 1944) was  een Belgisch verzetsstrijder en burgemeester van Waver, totdat hij, samen met drie andere verzetsstrijders Georges Jancart, Charles Bourdilloud en Paul Van Humbeek, vermoord werd door de Rexisten in "Bois du Val".

## Levensloop
Bosch was een zoon van een landbouwer, die hij opvolgde. Later zou hij leraar worden. Tijdens de jaren 30 werd hij politiek actief en werd schepen onder burgemeester Henri Lepage. Toen deze door de Duitse bezetter afgezet werd, werd Bosch in februari 1941 burgemeester. Op 25 juli 1944 werd Rexist Odiel Laleman op enkele meter van zijn huis vermoord. Als wraakactie vermoordden zij op 6 augustus 1944 vier mannen, waaronder de burgemeester.
In Wavre staat een monument ter ere van de vermoorde mannen.
Ter ere van hem werd de "Place de Sablon" hernoemd naar de "Place Bosch".